# Txike Obi
  Txike Obi    (Zaria, 17 d'abril de 1921 - Onitsha, 13 de març de 2008), també anomenat Chike Edozien Umezei Obi, va ser un matemàtic i polític nigerià, el primer subsaharià conegut en obtenir un doctorat en matemàtiques.

## Vida i obra
Chike Obi va ser escolaritzat a l'escola catòlica St Patrick de Zaria, al nord de l'actual Nigèria. Després d'això va fer els estudis secundaris al també catòlic, Christ the King College d'Onitsha des de 1933 fins a 1939. A continuació va començar estudis superiors de matemàtiques i física al Yaba Higher College de Lagos i, com que aquesta institució estava associada a la universitat de Londres, va fer estudis universitaris per correspondència de 1942 a 1946 en aquesta universitat. Un cop graduat, el 1947, va obtenir una beca per fer estudis de doctorat al Pembroke College de la universitat de Cambridge, en la qual va obtenir el 1950 el doctorat en matemàtiques amb una tesi sobre equacions diferencials no lineals, dirigida per John E. Littlewood i Mary Cartwright. Va ser el primer africà subsaharià en assolir aquest títol en el camp de les matemàtiques. Juntament amb Adegoke Olubummo i James Ezeilo, és considerat com un dels pioners de la recerca matemàtica moderna a Nigèria.
En retornar al seu país, va ser professor de la universitat d'Ibadan, on va ser mentor del futur escriptor Christofer Okigbo, qui era germà del sue company d'estudis a Onitsha i a Lagos, l'economista Pius Okigbo. Les seves inclinacions polítiques el va portar a fundar el Partit Dinàmic, un partit polític que propugnava el kemalisme. Aquest partit es va fusionar posteriorment amb el Consell Nacional de Nigèria i els Cameruns. A partir de la independència de Nigèria (1960) i durant la subsegüent guerra civil va ser molt actiu en política, essent diputat i patint persecucions polítiques que el van arribar a portar a la presó de Kirkiri.
En acabar la guerra civil, va retornar a l'activitat acadèmica com professor de la universitat de Lagos, de la qual es va retirar el 1985. A continuació es va retirar a viure a Onitsha on va fundar el Nanna Institute for Scientific Studies per promocionar la revolució científica i tecnològica del seu país. Això no obstant, sempre es va oposar a la introducció de la matemàtica moderna a l'escola nigeriana.
El 1997, va publicar una demostració senzilla del darrer teorema de Fermat, que aviat es va demostrar incorrecta. Va morir a Onitsha el 2008.